# Comptonella sessilifoliola
Comptonella sessilifoliola är en vinruteväxtart som först beskrevs av André Guillaumin, och fick sitt nu gällande namn av Thomas Gordon Hartley. Comptonella sessilifoliola ingår i släktet Comptonella och familjen vinruteväxter. Inga underarter finns listade i Catalogue of Life.